# Gilbert Ranson
Gilbert Ranson (* 4. September 1899 in Arvert, Département Charente-Maritime; † 19. August 1972 in Paris) war ein französischer Zoologe und Malakologe.

## Leben
Ranson erwarb 1921 an der Sorbonne das vorbereitende Abschlusszeugnis in Physik, Chemie und den Naturwissenschaften (S.P.C.N.) und 1923 die Licence ès Sciences. Im selben Jahr wurde er Präparator für die Quallen-Sammlung am Lehrstuhl für Malakologie von Louis Joubin im Muséum national d’histoire naturelle. Von April bis Juli 1924 nahm Ranson an einer Forschungsreise an Bord der La Tranche nach Tunesien und Algerien teil. Von 1925 bis 1927 unternahm er mehrere Sammelexpeditionen zu den Austernbänken der bretonischen Küste. 1927 wurde er mit der Dissertation L’Absorption de matières organiques dissoutes par la surface expérieure du corps chez les animaux aquatiques zum Doktor der Naturwissenschaften promoviert. Im Zeitraum 1930 bis 1931 wurde er aus gesundheitlichen Gründen für sechs Monate beurlaubt. 1934 nahm er an Bord der Président Théodore Tissier an einer Forschungsexpedition entlang der französischen und britischen Küste teil. 1938 wurde er zum stellvertretenden Direktor des Lehrstuhls für Malakologie am Muséum national d’histoire naturelle ernannt. Gemeinsam mit Raymond Decary bereiste er 1947 Madagaskar und ging von 1952 bis 1953 auf eine sechsmonatige Expedition nach Ozeanien. 1956 nahm er an einem Kongress in Brazzaville teil.
Ranson verband die experimentelle Biologie mit der Systematik. Er interessierte sich für Quallen, Korallen und vor allem für Austern. Er identifizierte die heutigen und fossilen Austernarten anhand der Scharniere ihrer Schale (Prodissoconcha) und betrachtete verschiedene Aspekte ihrer Physiologie (Pigmentierung, Absorptionsfähigkeit, Fortpflanzung, Kalksekrete) sowie ihre Krankheiten. Zu seinen 200 Veröffentlichungen zählen Méduses provenant des campagnes du prince Albert 1er de Monaco (1936), La Vie des huîtres (1943), Méduses (1949), Les Huîtres; biologie – culture (1951) sowie Mollusques perliers et perles (1959). Ranson beteiligte sich schließlich an der Klassifizierung und Erweiterung der Sammlungen des Lehrstuhls für Malakologie des Muséum national d’histoire naturelle.
Ranson beschrieb die Taxa Leuckartiara grimaldii (1936), Ransonia krampi (1932) und Catostylus perezi (1945). 

## Dedikationsnamen
Paul Lassenius Kramp benannte 1947 die monotypische Quallengattung Ransonia zu Ehren von Gilbert Ranson.